# Atelier Arcau
 (mars 2018).
L'atelier Arcau est une agence d'architecture française fondée en 1979, installée à Vannes.

## Historique
Yvon Cornichet, né en 1946, architecte DPLG, diplômé de l'école nationale d'architecture de Bretagne, crée l'agence sous le nom A.R.C.A.U. qui signifie « atelier de recherche contemporaine en architecture et urbanisme ». Il est rejoint en 1981 par Xavier Fraud (né 1955), diplômé de la même école.
Entre 1981 et 1995, l'agence livre une soixantaine de projets, équipements publics, d'enseignement, établissements sanitaires, salles de sports et espaces culturels, logements, majoritairement autour de Vannes, mais aussi en Bretagne et dans le Grand Ouest.
Entre 1995 et 2002, plusieurs réalisations importantes jalonnent le parcours de l'agence : le concours du centre hospitalier de Vannes, remporté en 1995, la construction du foyer Les Papillons Blancs à Saint-Malo (1997) et la restructuration de l'école nationale de Saumur (2002). Le début des années 2000 correspond également au retrait progressif d'Yvon Cornichet et à une réflexion sur l'habitat groupé, qui permet à Xavier Fraud de remporter le prix national Grand Public d'architecture en 2004 pour le quartier du Clos du Château à Vannes.
En 2005, Marc Monnier et Jean-Pierre Thomas, tous deux chargés du suivi de l'exécution des travaux et de la qualité environnementale des projets deviennent associés, tout comme Julien Veyron, né en 1976, diplômé de l'école nationale supérieure d'architecture de Paris-La Villette et ayant étudié deux ans en Espagne (ETSAM-Madrid) et au Brésil (PUC - Campinas). Ce dernier devient directeur général de l'agence. L'urbanisme intègre les champs d'intervention de l'agence, et le nom évolue pour devenir atelier Arcau.
Entre 2005 et 2017, l'agence livre environ 150 projets, dont l'îlot Foyer du marin à Lorient ; les centres de formation des apprentis de Quimper et Saint-Lô, le siège de la communauté de communes de Pornic, lauréat du World Architecture Festival (en) award (2012) ou encore Kergrid, siège bio-climatique du syndicat des énergies du Morbihan, labellisé Passivhaus, lauréat du prix national AMO (2014) et Smart Award catégorie Smart home / building au salon Smart grid de Paris en 2013 .
En 2013, Xavier Fraud est élu président de la Maison d'architecture et des espaces de Bretagne. En 2017, atelier Arcau est invité à exposer à la galerie d'architecture, à Paris,. Cette exposition monographique est à nouveau présentée en juin 2018 à Vannes, à Kergrid.

## Réalisations
Atelier Arcau se distingue par la variété de ses domaines d'intervention, approchant par ses réalisations tous les champs de l'architecture, de l'urbanisme et du paysage. Dans le domaine de l'enseignement et de la culture, l'agence s'est illustrée avec l'espace culturel Terraqué à Carnac (Morbihan), les centres de formation des apprentis de Quimper et Saint-Lô. Elle a réalisé des bâtiments pour de nombreuses institutions publiques : siège de la communauté de communes de Pornic, mairie d'Ambon, siège bio-climatique de l'agglomération de Vannes, siège de Morbihan énergies. L'agence a également été chargée de la rénovation et de la restructuration du tribunal de grande instance de Vannes, ainsi que de l'hôpital Chubert, à Vannes également.
Dans le domaine industriel, on peut citer les locaux de logistique et de maintenance pour l'opérateur public de collecte de Nantes Métropole, ou encore l'usine de traitement des déchets de Ploufragan. 
Les bâtiments de l'agence sont conçus pour gagner en qualité avec le temps qui passe, par le choix de matériaux dont l'aspect évolue au fil des années, comme le bois ou l'acier Corten, utilisé notamment pour l'immeuble tertiaire Steelband , à Vannes. 